# غیاث‌الدین تغلق

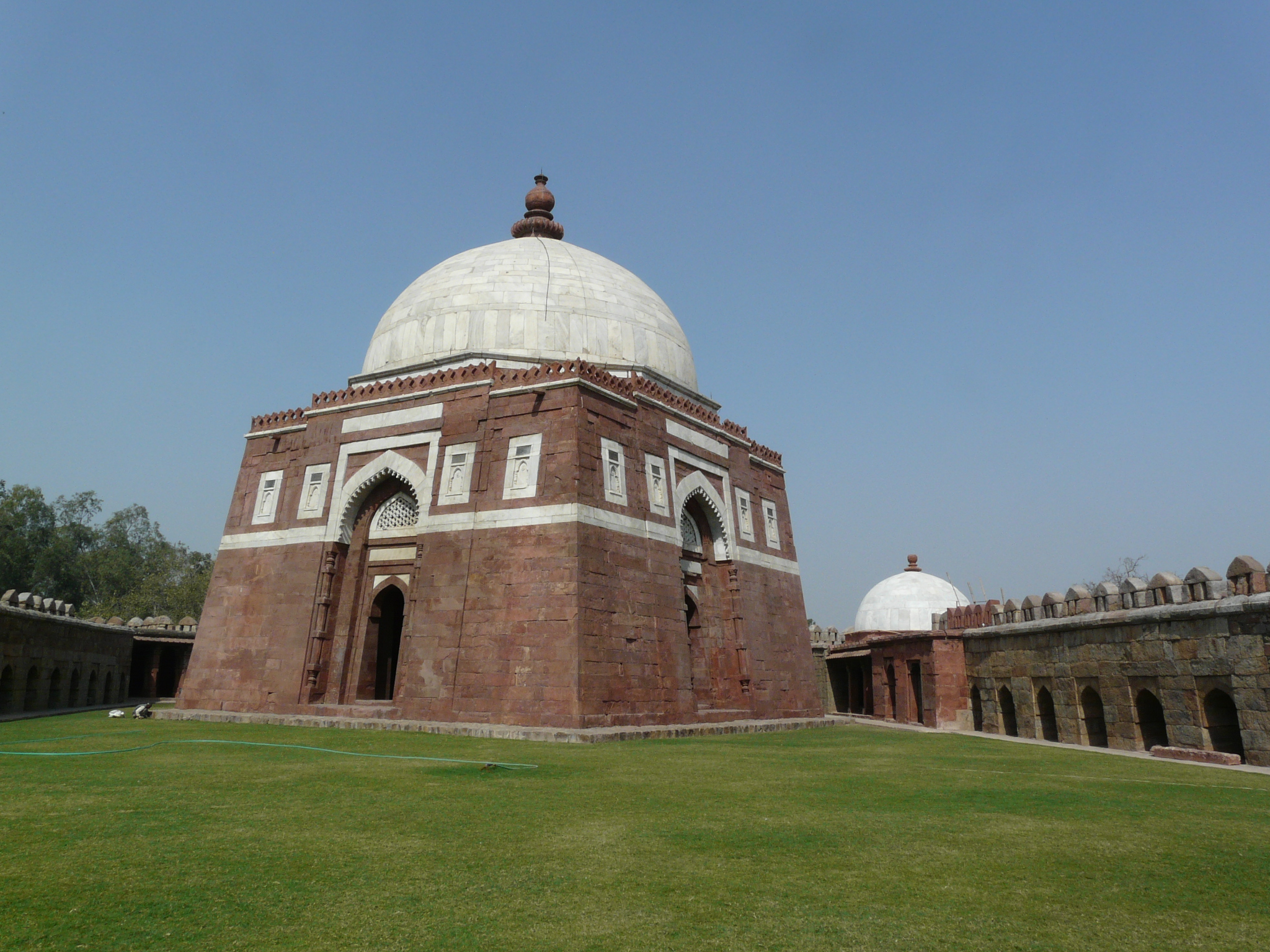
آرامگاه غیاث الدین تغلق در دهلی

غیاث الدین تغلق (به هندی: ग़ियास अल-दीन तुग़लुक़)که گاهی با عنوان غازی ملک شناخته می‌شود، بنیانگذار و نخستین فرمانروای سلسلهٔ مسلمان تغلق‌شاهیان در هند بود که بر سلطنت دهلی فرمان می‌راند. او پایه‌گذار سومین شهر دهلی به نام تغلق آباد قلعه بوده است. او در فوریه سال ۱۳۲۵ درگذشت.